# 39 Ceti
39 Ceti, eller AY Ceti, är en eruptiv variabel av RS Canum Venaticorum-typ (RS) i stjärnbilden Valfisken.
39 Ceti varierar mellan visuell magnitud +5,33 och 5,58 med en period av 76,5 dygn. Den befinner sig på ett avstånd av ungefär 265 ljusår.